# Gwendoline Konie
Gwendoline Chomba Konie (9 tháng 10 năm 1938 – 14 tháng 3 năm 2009) là một nhà thơ, nhà ngoại giao và chính trị gia người Zambia. Bà là Đại sứ Zambia tại Scandinavia, Liên Hợp Quốc và Đức. Bà thành lập Đảng Dân chủ Xã hội vào năm 2000 và là ứng cử viên Tổng thống Zambia năm 2001. Khi bà qua đời, bà được tổ chức tang lễ cấp quốc tang.

## Tiểu sử
Konie sinh năm 1938 tại Lusaka ở Bắc Rhodesia, hiện là Zambia. Bà được đào tạo tại trường Đại học Cardiff, Wales và trường Đại học American ở Washington D.C., Hoa Kỳ.
Năm 1962, bà được Sir Evelyn Dennison Hone, Toàn quyền Bắc Rhodesia, chọn để trở thành thành viên của Hội đồng Lập pháp của đất nước. Bà đã hỏi ý kiến của Kenneth Kaunda trước khi chấp nhận. Bà có bằng Tiến sĩ Xã hội học trường Đại học Warwick.
Sau đó bà được đào tạo tại Bộ Ngoại giao và trở thành Đại sứ Toàn quyền Zambia tại Thụy Điển, Đan Mạch, Na Uy và Phần Lan từ năm 1974 đến 1977. Năm 1977, bà là Đại diện thường trực của Liên Hợp Quốc. Năm 1979, bà trở thành Bộ trưởng thường trực của Bộ Du lịch Zambia. Sau khi Kenneth Kaunda hết nhiệm kì, bà được Tổng thống Frederick Chiluba giữ lại làm nhà ngoại giao cho đến năm 1997. Bà làm Đại sứ Zambia tại Đức.
Năm 2001, bà là một ứng cử viên trong cuộc tổng tuyển cử bầu Tổng thống Zambia. Bà đại diện cho Đảng Dân chủ Xã hội mà bà thành lập vào tháng 8 năm 2000. Đảng ra đời nhằm tập trung vào các vấn đề quan trọng đối với phụ nữ và trẻ em. Khoảng 1 triệu phiếu đã được bỏ để bầu cử 11 ứng cử viên, trong đó có 2 phụ nữ. Konie được hơn 10.000 phiếu bầu, người trúng cử là Levy Mwanawasa.
Năm 2009, bà qua đời tại Bệnh viện MKP Trust ở Lusaka và hưởng quốc tang. Tổng thống Rupiah Banda cho rằng đây là ngày Zambia tiếc thương bà và Kenneth Kaunda, tưởng nhớ công lao thành lập, xây dựng đất nước Zambia sau khi giành được độc lập từ Anh.